# Sebeők János
Sebeők János (Budapest, 1958. július 20. –) magyar író, esszéíró, publicista, bulvárszereplő.

## Élete
Édesanyja Sebők Éva József Attila-díjas költő. Az ő tiszteletére vette fel nevét, amely művésznév. Eleinte Sebők János néven írt, később ezt egy „e” betűvel megtoldotta, és nevét kiejtésben is ezzel az „e” hanggal együtt használja.
1967-től kezdve publikál, először verseket, később figyelme a széppróza felé fordult, jelenleg a publicisztika és a filozófia érdekli. Első könyve a Sárkányviadal. A következő műve egy regény, Médium címmel, amely magyar nyelvterületen mindmáig egyedüli feldolgozása a biológiai sokszínűség elvesztésének. Ez után jelent meg a Lázadó bioszféra, melyben kísérletet
tesz egy bonyolultságcentrikus bölcselet megalkotására. A könyv első sorai még 1989-ben, a Fővárosi Állat- és Növénykert párducketrecében íródtak, ahol is egy rövid életű természetvédelmi mozgalmat hozott létre, Voks Humana, emberi szavazat címszó alatt. 1991-ben visszavonult, majd 1993-ban egy történelmi fantasyvel, a Hisztériumjátékkal jelentkezett. Esszéit, publicisztikáit többször is kötetbe rendezte, Enciklopédia énezer című rovata 2001 óta kéthetenként olvasható a Magyar Nemzet hasábjain.
2003-ban részt vesz a Big Brother VIP-1 valóságshowban, majd 2003-ban egy szólólemez erejéig mint rapper is megvillant. 2003 és 2009 között a celebvilág, a bulvársajtó állandó szereplője volt. 2009 őszén távlatos indítékoktól vezéreltetve kivonult a celebvilágból. Szabadidejét azóta saját, személyes hangvételű tudástára létrehozásának szenteli. Amíg az el nem készül, kizárólag újságíróként kíván jelen lenni a köztudatban.
Munkásságát 1994-ben Liska Tibor-díjjal, 1996-ban Greve-díjjal ismerték el. A Magyar Írószövetség, a MÚOSZ, a Magyar PEN Club és a MAOE tagja.

## Művei

### Könyvek
- Sárkányviadal (regény, Szépirodalmi 1980, 1984)
- Médium (regény, Szépirodalmi, 1988)
- A lázadó bioszféra avagy, Az ötödik égtáj könyve; ill. Pál János; Kossuth, Bp., 1991
- Hisztériumjáték (fantasy, Kossuth, 1993)
- Toronyiránt, lánccal. Összegyűjtött írások; Kairosz, Bp., 2003
- Földfelkelte. A Big VIP-1 generáció őrült filozófusának regénye; Kossuth, Bp., 2003
- Sárkányviadal; 3. jav., átdolg. kiad.; Cicero, Bp., 2003
- Enciklopédia énezer 2001.10.06–2005.06.11. (újságcikkek, publicisztikák, Nemzet Lap- és Könyvkiadó, 2005)

### CD
- Melorepp Sebeők (szólólemez, Universal, 2006)

## Díjai
- Aranydíj – vers kategória, III. Diákírók és Diákköltők Országos Találkozója, Sárvár (1974)[1]
- Szépirodalmi Könyvkiadó Nívódíja (1981)
- Liska Tibor-díj (1994)
- Greve-díj (1996)